# 茨城県水郷県民の森
茨城県水郷県民の森（いばらきけんすいごうけんみんのもり）は、茨城県潮来市にある県民の森である。2005年に第56回全国植樹祭を開催したあと、2006年（平成18年）4月1日に一般に開園した。
茨城県は2021年12月から新たに施設命名権の募集を行う施設を発表し、水郷県民の森も施設命名権の募集の対象となった。

## 施設
- 芝生広場
- グラウンドゴルフ場
- ビジターセンター
- 活動体験施設
- 大膳池
- 大生大古墳
- 吊り橋

## 利用情報
- 開園時間
  - 4月1日 - 9月30日：8:30 - 17:00
  - 10月1日 - 3月31日：9:00 - 16:30
- 利用料金：無料
- 地元新鮮野菜直売
  - 3月-11月毎週土・日曜日9:00 - 15:00頃（天候等により変更あり）

## イベント
- 水郷県民の森音楽祭
- 水郷潮来クロスカントリー（12月上旬）
- 野鳥観察会

## アクセス
- 電車
  - JR延方駅よりタクシーで約15分
- 潮来市循環バス「あやめ号」
  - 延方駅 － 水郷潮来バスターミナル － 道の駅いたこ － 潮来駅 － 茨城県水郷県民の森 － ヘルスランドさくら
- 高速バス
  - 水郷潮来バスターミナルよりタクシーで約20分
- 車
  - 東関東自動車道・潮来ICより約20分
- 駐車場：あり

## 周辺
- 潮来工業団地